# Mejor entrenador de la Lega Basket Serie A
El premio al Mejor entrenador de la Lega Basket Serie A es un galardón que se concede anualmente desde la temporada 1993-94 al mejor entrenador de la Serie A italiana de baloncesto.

## Ganadores

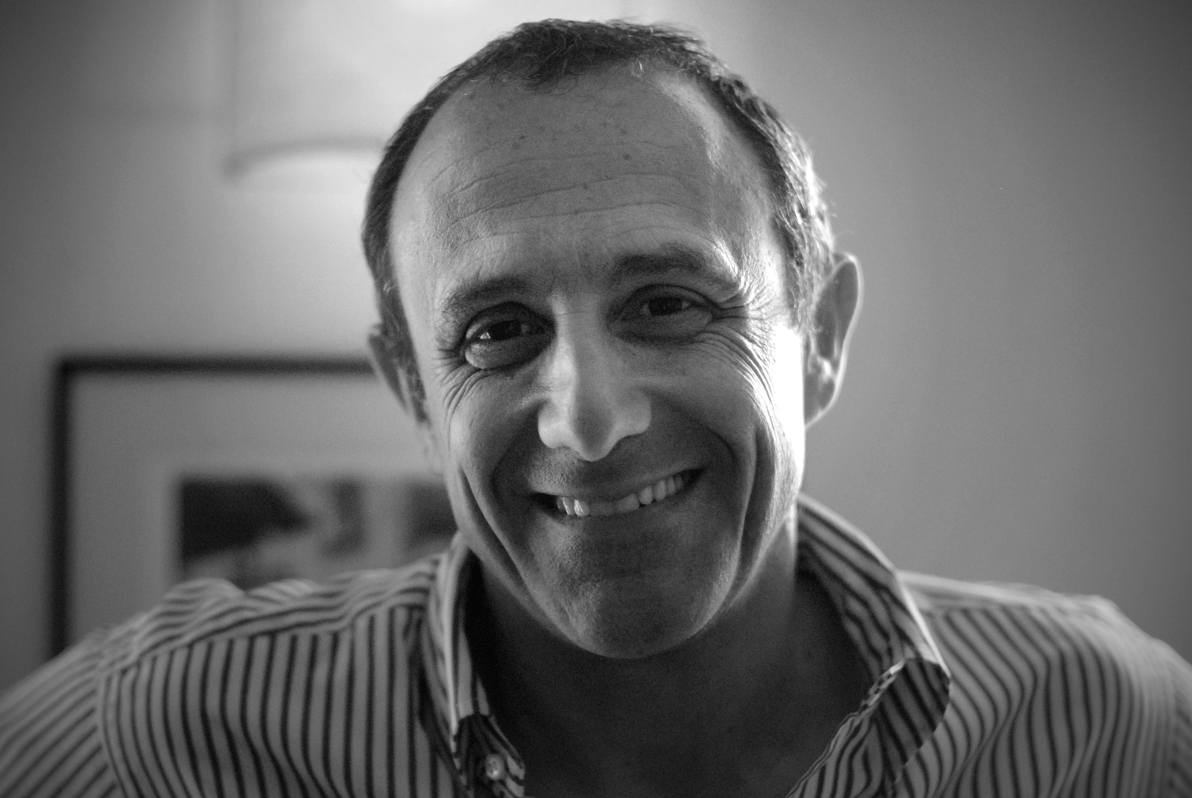
Ettore Messina tres veces ganador del premio

| Temporada | Nacionalidad                                  | Entrenador                                    | Equipo                                        |
| --------- | --------------------------------------------- | --------------------------------------------- | --------------------------------------------- |
| 1993-94   | Italia                                        | Franco Marcelletti                            | Glaxo Verona                                  |
| 1994-95   | Italia                                        | Edoardo Rusconi                               | Cagiva Varese                                 |
| 1995-96   | Italia                                        | Attilio Caja                                  | Nuova Tirrenia Roma                           |
| 1996-97   | Italia                                        | Andrea Mazzon                                 | Mash Jeans Verona                             |
| 1997-98   | Italia                                        | Ettore Messina                                | Kinder Bologna                                |
| 1998-99   | Italia                                        | Carlo Recalcati                               | Pallacanestro Varese                          |
| 1999-00   | Italia                                        | Piero Bucchi                                  | Benetton Treviso                              |
| 2000-01   | Italia                                        | Ettore Messina (2)                            | Kinder Bologna                                |
| 2001-02   | Italia                                        | Stefano Sacripanti                            | Oregon Scientific Cantù                       |
| 2002-03   | Italia                                        | Lino Lardo                                    | Viola Reggio Calabria                         |
| 2003-04   | Italia                                        | Carlo Recalcati (2)                           | Montepaschi Siena                             |
| 2004-05   | Italia                                        | Ettore Messina (3)                            | Benetton Treviso                              |
| 2005-06   | Italia                                        | Cesare Pancotto                               | Snaidero Udine                                |
| 2006-07   | Italia                                        | Simone Pianigiani                             | Montepaschi Siena                             |
| 2007-08   | Italia                                        | Matteo Boniciolli                             | Air Avellino                                  |
| 2008-09   | Italia                                        | Andrea Capobianco                             | Banca Tercas Teramo                           |
| 2009-10   | Italia                                        | Andrea Trinchieri                             | NGC Medical Cantù                             |
| 2010-11   | Italia                                        | Andrea Trinchieri (2)                         | Bennet Cantù                                  |
| 2011-12   | Italia                                        | Romeo Sacchetti                               | Banco di Sardegna Sassari                     |
| 2012-13   | Italia                                        | Francesco Vitucci                             | Cimberio Varese                               |
| 2013-14   | Italia                                        | Paolo Moretti                                 | Giorgio Tesi Group Pistoia                    |
| 2014-15   | Italia                                        | Maurizio Buscaglia                            | Dolomiti Energia Trento                       |
| 2015-16   | Italia                                        | Cesare Pancotto (2)                           | Vanoli Cremona                                |
| 2016-17   | Italia                                        | Vincenzo Esposito                             | The Flexx Pistoia                             |
| 2017-18   | Italia                                        | Attilio Caja (2)                              | Openjobmetis Varese                           |
| 2018-19   | Italia                                        | Romeo Sacchetti (2)                           | Vanoli Cremona                                |
| 2019-20   | No se concedió debidlo a la pandemia COVID-19 | No se concedió debidlo a la pandemia COVID-19 | No se concedió debidlo a la pandemia COVID-19 |
| 2020-21   | Italia                                        | Francesco Vitucci (2)                         | Happy Casa Brindisi                           |
| 2021-22   | Italia                                        | Alessandro Magro                              | Germani Basket Brescia                        |
| 2022-23   | Italia                                        | Marco Ramondino                               | Bertram Yachts Derthona Tortona               |
| 2023-24   | Italia                                        | Nicola Brienza                                | Estra Pistoia                                 |